# 山形大学附属中学校
山形大学附属中学校（やまがただいがくふぞくちゅうがっこう、Junior High School Attached to Yamagata University）は、山形県山形市松波二丁目にある国立中学校。山形大学の附属中学校である。通称は山大附属中（やまだいふぞくちゅう）、山形市近辺では附属中（ふぞくちゅう）、附中（ふちゅう）と呼ばれている。
同一敷地に山形大学附属幼稚園、山形大学附属小学校がある。
山形県内では唯一の国立中学校である。

## 沿革
- 1947年5月15日　山形師範学校男子部、女子部におのおの附属中学校をもうける。
- 1948年4月10日　男子、女子両部附属中学校を統合し、山形師範学校附属中学校となる。校章制定。
- 1951年4月1日　山形大学教育学部附属中学校と改称
- 2004年　山形大学が国立大学法人となる。
- 2005年4月 - 山形大学の学部改組と共に、大学附属に帰属となり、山形大学附属中学校と改称。

## 校歌・応援歌
- 校歌
作詞　神保光太郎　　作曲　貴島清彦
- 附中生徒会歌(われらの歌)
作詞　栗原秀峰　　作曲　鈴木幸太郎

## 校章
雪の華、つまり雪華(せっか)を形どったもの。六角形の雪の結晶は北国で健康かつ明朗で、豊かな知性と誠実な社会性を持ち、自主的で実践力のある生徒であってほしいいう願いが込められている。
「六稜」「雪華」のように新聞や生徒会誌の名前にも使われている。

## 生徒会機関
- 生徒会長
- 生徒副会長
- 奉仕部長
- 事務長
- 実行委員会
- 議長
- 副議長
- 書記局
- 応援団
- 監査委員会
- 学校代議員
- 学級代議員

### 奉仕部
- 生活委員会
- 規律委員会
- 情報委員会
- 図書委員会
- 保健委員会
- 清掃委員会

### 特別委員会
- 選挙管理委員会
- 運動会委員会
- 合唱コンクール委員会
- 雪華委員会

## 部活動

### 運動部
- 陸上競技
- 軟式野球
- 女子バレーボール
- 男子バスケットボール
- 女子バスケットボール
- 男子ソフトテニス
- 女子ソフトテニス
- 卓球
- 剣道
- サッカー

### 文化部
- 科学パソコン
- 吹奏楽
- 美術

## 著名な卒業生
- 芳賀道也（参議院議員、元山形放送アナウンサー）[2]
- 岡澤セオン（ボクシング選手）
- 武田祐子（元フジテレビアナウンサー）
- 後藤ひろひと（劇作家）
- 石澤智幸（テツandトモ）
- 鹿野道彦

## アクセス
・山形駅から徒歩25分
・山交バス『附属学校前』バス停より徒歩3分

## その他
- 附属高等学校はないため、ほぼ全員が県立高校か私立高校に進学する。半数の生徒が市内にある山形県立山形東高等学校、山形県立山形西高等学校などへ進学する。
- 山形大学附属小学校からの連絡入学者が生徒の半分以上を占めており、毎年、一般入学者枠の入学者選抜試験は狭き門となっている[要出典].